# جامعة إنسوبريا
جامعة إنسوبريا (بالإيطالية: Università degli Studi dell'Insubria)‏ هي جامعة إيطالية مقرها مدينتا فاريزي وكومو. أُسست عام 1998، وتضم خمس كليات، وقد سميت بهذا الاسم نسبة إلى منطقة إنسوبريا التي تقع فيها.

## تاريخ الجامعة
صدر قرار تأسيس جامعة إنسوبريا كجامعة مستقلة في 14 يوليو 1998، غير أن جذور المؤسسة التعليمية التي تحولت إلى جامعة بموجب هذا القرار ترجع إلى تاريخ أقدم؛ ففي عام 1972، تأسس في فاريزي مركز جامعي كامتداد لكلية الطب بجامعة بافيا، ثم أنشئ فرع من كلية العلوم الرياضية والفيزيائية والطبيعية وكلية الاقتصاد بجامعة ميلانو. وفي عام 1998 تأسس مركز جامعي في كومو كامتداد لكلية الهندسة بجامعة البوليتكنيك في ميلانو ولكلية العلوم الرياضية والفيزيائية والطبيعية بجامعة ميلانو.

## كليات الجامعة
تضم جامعة إنسوبريا خمس كليات هي:
- كلية الاقتصاد (الفرع الرئيس في فاريزي)
- كلية الاقتصاد (فرع كومو)
- كلية الحقوق (كومو)
- كلية الحقوق (فرع فاريزي)
- كلية العلوم الرياضية والفيزيائية والطبيعية (فاريزي)
- كلية العلوم الرياضية والفيزيائية والطبيعية (كومو)
- كلية الطب والجراحة (فاريزي وكومو)

## مكانة الجامعة
تحتل جامعة إنسوبريا المركز السادس عشر بين جامعات إيطاليا الحكومية الثمانية والخمسين وفقًا لتصنيف جريدة إل سولي فنتيكواتروري (بالإيطالية: Il Sole 24 Ore)‏ لعام 2011، ولا يسبقها في منطقة لومبارديا إلا جامعة البوليتكنيك في ميلانو وجامعة بافيا.

## وصلات خارجية
- (بالإنجليزية) الموقع الرسمي للجامعة
- (بالإيطالية) الموقع الرسمي للجامعة